# Booker Ervin
Booker Ervin, właśc. Booker Telleferro Ervin II (ur. 31 października 1930 w Denison, zm. 31 sierpnia 1970 w Nowym Jorku) – amerykański saksofonista i kompozytor jazzowy, znany zarówno z kariery solowej, jak też ze współpracy z innymi muzykami, zwłaszcza z Charlesem Mingusem.

## Życiorys
Urodził się w mieście Denison w Teksasie. Początkowo uczył się gry na puzonie pod kierunkiem ojca, Bookera Ervina Seniora, który koncertował u boku saksofonisty i klarnecisty Buddy’ego Tate’a. Jako nastolatek, w okresie nauki w Terrell High School, występował z grupami szkolnymi. Potem, w latach 1950–1953 służąc w stacjonujących na Okinawie Siłach Powietrznych Stanów Zjednoczonych, sam szkolił się w grze na saksofonie tenorowym. Po zakończeniu służby wojskowej przez około dwa lata studiował w bostońskiej Berklee College of Music. Niebawem przeniósł się do miasta Tulsa w Oklahomie i rozpoczął współpracę z puzonistą i pianistą Ernestem „Ernie” Fieldsem, który kierował zespołem wykonującym muzykę R&B. W owym czasie grywał w różnych miastach, w Dallas, Denver, Pittsburghu i in.
Po osiedleniu się w Nowym Jorku w 1958 roku nawiązał kilkuletnią (1958-1963), owocną, choć nieregularną współpracę z kontrabasistą Charlesem Mingusem, współrejestrując liczne sygnowane przez tegoż albumy, takie jak Mingus Ah Um, Blues & Roots, Mingus at Antibes czy Mingus Mingus Mingus Mingus Mingus. Jako sideman grywał i nagrywał również z wieloma innymi muzykami, choćby z pianistami Randym Westonem, Johnem „Jaki” Byardem i Horace’em Parlanem, który to właśnie polecił go Mingusowi. Co istotniejsze, począwszy od roku 1960 nagrywał pod własnym nazwiskiem płyty utrzymane w stylistyce hard bopu i post-bopu, np. The Book Cooks, That’s It!, The Freedom Book, The Blues Book, Groovin’ High! czy The In Between, ogłaszane pod szyldem różnych wytwórni, w tym Prestige i Blue Note. W latach 60. sporo czasu spędził w Europie, zwłaszcza pomiędzy 1964 a 1966 rokiem. Zmarł w roku 1970 w wieku niespełna 40 lat, owdowiając żonę Jane Wilkie Ervin i osierocając syna Bookera oraz córkę Lynn. Przyczyną śmierci była choroba nerek.

## Styl
Był porywającym improwizatorem, który pomimo słyszalnego w jego grze wpływu takich saksofonistów, jak John Coltrane, Dexter Gordon czy Lester Young, był muzykiem oryginalnym, wyróżniającym się swoim twardym i mocnym, wyjątkowo ekspresyjnym i temperamentnym, pełnym emocji i żarliwości brzmieniem.

## Wybrana dyskografia
Opracowano na podstawie materiału źródłowego.

### Jako lider
- (1960) The Book Cooks (Bethlehem)
- (1960) Cookin’ (Savoy)
- (1961) That’s It! (Candid)
- (1963) Exultation! (Prestige)
- (1963) Gumbo! (Prestige) z Pony’m Poindexterem
- (1963) The Freedom Book (Prestige)
- (1964) The Song Book (Prestige)
- (1964) The Blues Book (Prestige)
- (1964) The Space Book (Prestige)
- (1965) Groovin’ High (Prestige)
- (1965) The Trance (Prestige)
- (1965) Setting the Pace (Prestige) – z Dexterem Gordonem
- (1966) Heavy!!! (Prestige)
- (1966) Structurally Sound (Pacific Jazz)
- (1967) Booker ‘n’ Brass (Pacific Jazz)
- (1968) The In Between (Blue Note)
- (1968) Tex Book Tenor (Blue Note)

### Jako sideman
Bill Barron
- Hot Line (Denon, 1962)

Jaki Byard
- Out Front! (Prestige, 1964)

Teddy Charles
- Jazz in the Garden at the Museum of Modern Art (Warwick, 1960)

Ted Curson
- Urge (Fontana, 1966)

Núria Feliu
- Núria Feliu with Booker Ervin (Edigsa, 1965)

Roy Haynes
- Cracklin’ (New Jazz, 1963)

Andrew Hill
- Grass Roots (Blue Note, 1968)

Eric Kloss
- In the Land of the Giants (Prestige, 1969)

Lambert, Hendricks & Bavan
- Havin’ a Ball at the Village Gate (RCA, 1963)

Charles Mingus
- Jazz Portraits: Mingus in Wonderland (United Artists, 1959)
- Mingus Ah Um (Columbia, 1959)
- Mingus Dynasty (Columbia, 1959)
- Blues & Roots (Atlantic, 1959)
- Mingus at Antibes (Atlantic, 1960 [1976])
- Reincarnation of a Lovebird (Candid, 1960)
- Oh Yeah (Atlantic, 1961)
- Tonight at Noon (Atlantic, 1957-61 [1965])
- Mingus Mingus Mingus Mingus Mingus (Impulse!, 1963)

Horace Parlan
- Up & Down (Blue Note, 1961)
- Happy Frame of Mind (Blue Note, 1963 [1988])

Don Patterson
- The Exciting New Organ of Don Patterson (Prestige, 1964)
- Hip Cake Walk (Prestige, 1964)
- Patterson’s People (Prestige, 1964)
- Tune Up! (Prestige, 1964 [1971])

Mal Waldron
- The Quest (New Jazz, 1961)

Randy Weston
- Highlife (Colpix, 1963)
- Randy (Bakton, 1964) – potem wydane pt. African Cookbook (Atlantic, 1972)
- Monterey ‘66 (Verve, 1966)